# 4344 Buxtehude
4344 Buxtehude (1988 CR1) là một tiểu hành tinh vành đai chính được phát hiện ngày 11 tháng 2 năm 1988 bởi Eric Elst ở La Silla.